# シーナ・アイエンガー
シーナ・アイエンガー（英: Sheena S. Iyengar）は、コロンビア大学コロンビア・ビジネス・スクールの経営学部のリー・センティー（英語: Lee Seng Tee）記念経営学教授であり、『選択』の専門家として広く知られている。彼女の研究は人々が選択を望む理由や選択方法や選択内容に影響を与えるもの、もしくは、意思決定を改善する方法などの意思決定についての、様々な側面に焦点を当てている。彼女は選択に関する講演をTEDで行っており、『選択の芸術（The Art of Choosing 2010年発行）』の著者でもある。

## 幼少期
アイアンガーはカナダのオンタリオ州トロントで生まれた。彼女の両親はインドのデリーからの移民であった。子供の頃、彼女は網膜色素変性症の中でも稀な網膜変性症と診断された。この病気は遺伝性疾患である。そして9歳になるまでに、彼女は字を読むことができなくなった。また、16歳になる前に彼女は完全に失明したが、かろうじて、光を感知することだけはできた。彼女は成人しても盲目のままである。
アイアンガーの父親は彼女が13歳のときに心臓発作で亡くなった。家庭環境の変化とアイアンガーの視力喪失により、アイアンガーの母親は彼女に高等教育を受けさせるとともに、彼女を自立出来るように導いた。「男の人や男の子の話は聞きたくないわ。あなたは自分の足で立たなければならないのよ。（I don't want to hear about men or boys, you've got to stand on your own two feet.）」と言って育てた。
1992年にペンシルベニア大学ウォートン・スクールで経済学の学士号、文理学部で心理学の学士号を取得して卒業した。その後、1997年にスタンフォード大学で社会心理学の博士号を取得した。
アイアンガーは、博士論文「選択とその不満（Choice and its Discontents）」で、1998年に実験社会心理学会（英語: Society of Experimental Social Psychology）より最優秀博士論文賞が与えられた。

## 学術的な経歴
アイアンガーの最初の教員職は、1997年7月から1998年6月までMITスローン経営大学院（英語: MIT Sloan School of Management）であった。1998年、アイアンガーはコロンビア大学ビジネススクールの助教授として教員に加わった。彼女は2007年7月以降コロンビア大学の教授であり、2009年11月からはリー・センティー（Lee Seng Tee）記念経営学部教授を務めている。
彼女の主な研究分野は選択の心理学で、1990年代から人々が選択をどのように認識し反応するかを研究している。彼女は30以上のジャーナル記事を執筆または共著している。彼女の研究と発言は、出版メディアで頻繁に引用されており、ブルームバーグ ビジネスウィーク、シティラボ（英語: The_Atlantic#CityLab）
、マネーマガジン、ニューヨーク・タイムズ、ワシントン・ポストなど。メディア出演には、ナショナル・パブリック・ラジオのダイアン・レームショー（英語: The Diane Rehm Show）、同じくラジオのアメリカン・パブリック・メディア（英語: American Public Media）のマーケットプレイスなどがある。
アイアンガーは、2001年に大統領科学者・技術者若手賞（Presidential Early Career Award for Scientists and Engineers）を受賞した。アメリカ国立科学財団は受賞理由を「人間の意思決定における文化的、個人的、状況的側面をどのように人々の生活の向上に活用できるかについての理解を深めることに貢献した。（Helping lead to a better understanding of how cultural, individual, and situational dimensions of human decision-making can be used to improve people's lives.）」としている。2011年には、世界トップ50の経営思想家をランキング化した『Thinkers50』のメンバーに選ばれた。2012年には、コロンビア大学ビジネススクールから優れた最優秀基幹科目指導（Core Teaching）に対する学部長賞を受賞した。

## 学術以外の活動
アイアンガーは上記のような学術雑誌の記事に加えて、CNN、Slate（英語: Slate (magazine)）などへの学術的ではない記事の投稿や多数の本を執筆している。
彼女はさらに、『選択の芸術』と『より良い選択をする方法（How to Make Choosing Easier）』（2012年発行）という2つの講演をTEDにて行っている。
彼女の最も有名な著書『選択の芸術』（2010年発行）は、日常生活における選択の神秘を探求している。この本は2010年のAmazonのビジネス＆投資部門トップ10で3位にランクインし 、2010年のフィナンシャル・タイムズ＆ゴールドマン・サックスのビジネスブック・オブ・ザ・イヤー（英語: Financial Times Business Book of the Year Award）の最終候補にも選ばれた。
2011年版『選択の芸術』のあとがきで、アイエンガーは選択の重要性を訴える自身の研究の主要な部分を要約し、人々が自身の人生に責任を持ち、外界に存在する「世の中で言われている運命を司る大いなる力」に依存すべきではないと主張した。彼女はさらに「選択こそが、我々自身を未来の設計者たらしめるのだ。」と述べている。
2023年、アイアンガーは2冊目の著書『思考を拡大せよ：変革を創造するイノベーション術（Think Bigger: How to Innovate）』を出版した。

## 私生活
アイアンガーは、同じくコロンビア大学の教授であるガルド・アイアンガー（ Garud Iyengar）と離婚している。彼女は現在ニューヨークに住んでおり、息子のイシャーン（Ishaan）を共同親権で育てている。

## 参照
- 文化的同一性
- 決定理論
- 社会心理学
- ダニエル・カーネマン